# Домез
Домез (фр. Domaize) насеље је и општина у централној Француској у региону Оверња, у департману Пиј де Дом која припада префектури Клермон Феран.
По подацима из 2011. године у општини је живело 383 становника, а густина насељености је износила 26,23 становника/km². Општина се простире на површини од 14,60 km². Налази се на средњој надморској висини од 530 метара (максималној 702 m, а минималној 336 m).

## Демографија
| 1962. | 1968. | 1975. | 1982. | 1990. | 1999. | 2011. |
| ----- | ----- | ----- | ----- | ----- | ----- | ----- |
| 409   | 355   | 282   | 286   | 298   | 322   | 383   |

График промене броја становника у току последњих година